# بازشناخت

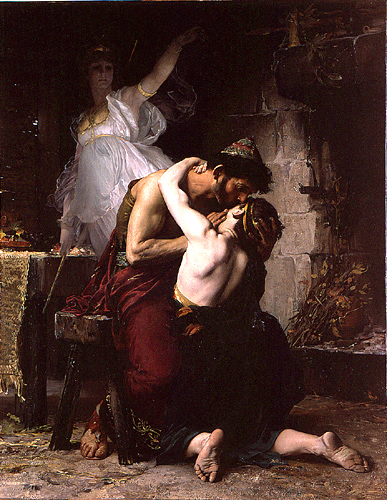
بازشناخت دوست داشتن

بازشناخت (یونانی باستان: ἀναγνώρισις) اصطلاحی ادبی است که اولین بار ارسطو در کتاب بوطیقای شعر در تبیین طرح داستان تراژدی یا کمدی بیان کرد.
بازشناخت لحظه بسیار مهمی‌است که شخصیت اصلی نمایش به حقیقت پی می‌برد. در این زمان همه پرده‌ها کنار می‌رود، گره داستانی گشوده می‌شود و نظمی جدید به‌وجود می‌آید. در کمدی پس از بازشناخت، مشکلات حل می‌شود و همه‌چیز به خوشی پایان می‌یابد.